# Hurikán Nate
Hurikán Nate byl devátý hurikán neobvykle silné atlantické hurikánové sezóny 2017. Bouře se zformovala 4. října poblíž Kostariky a Nikaragui a 7. října dosáhla v Mexickém zálivu síly hurikánu.
8. října bouře zasáhla několik států na jihozápadě USA, zeslábla na tropickou bouři a následně na tropickou depresi.
Nate má na svědomí 48 obětí, 16 v Nikaragui, 14 v Kostarice, 7 v Panamě, 5 v Guatemale, 3 v Hondurasu, 1 v Salvadoru a 2 v USA. 

## Oběti
| Země      | Mrtvých | Pohřešovaných | Ref         |
| --------- | ------- | ------------- | ----------- |
| Kostarika | 14      | 2             | [ 1 ]       |
| Salvador  | 1       | 0             | [ 2 ]       |
| Guatemala | 5       | 0             |             |
| Honduras  | 3       | 3             | [ 3 ]       |
| Nikaragua | 16      | 1             | [ 2 ]       |
| Panama    | 7       | 0             | [ 3 ] [ 4 ] |
| Kuba      | 0       | 0             |             |
| USA       | 2       | 0             |             |
| Celkem    | 48      | 6             |             |